# NGC 1015
NGC 1015 je galaksija u zviježđu Kit.

## Vanjske poveznice
- SEDS: NGC 1015